# Blue Sky Tower
Cet article possède un paronyme, voir Blue Sky.
La Blue Sky Tower est un gratte-ciel de 105 mètres de hauteur et de 25 étages, construit à Oulan-Bator, la capitale de la Mongolie de 2006 à 2009.
Le bâtiment abrite des logements et un hôtel.
La forme de l'immeuble en voile de bateau, est particulièrement originale